# Lam (Bayern)
 For alternative betydninger, se Lam (flertydig). (Se også artikler, som begynder med Lam)
Lam er en købstad i Regierungsbezirk Oberpfalz i den østlige del af den tyske delstat Bayern, med knap 2.900 indbyggere.

## Geografi
Kommunen ligger i Bayerischen Wald i dalen Lamer Winkel sammen med kommunerne Arrach og Lohberg. Dalen afgrænses af bjergene Arber, Osser, Kaitersberg og Hoher Bogen.
Gennem Lamer Winkel løber floden Weiße Regen, der har sit udspring i Kleiner Arbersee ved foden af Großer Arber.

### Landsbyer og bebyggelser
| - Absetz - Baumlager - Buchet - Buchetbühl - Engelshütt - Frahels - Frahelsbruck - Gaberlsäg - Ginglmühle - Himmelreich | - Hinteröd - Hinterschmelz - Hinterwaldeck - Holzmühle - Hütten - Irlmühle - Lam - Lambach - Lissen - Oberschmelz | - Rathgeb - Riederberg - Riedermühle - Schmelz - Stierberg - Trailling - Vorderöd - Vorderschmelz - Vorderwaldeck |

### Nabokommuner
- Lohberg
- Arrach
- Neukirchen b. Hl. Blut
- Arnbruck